# ریکی روبیو

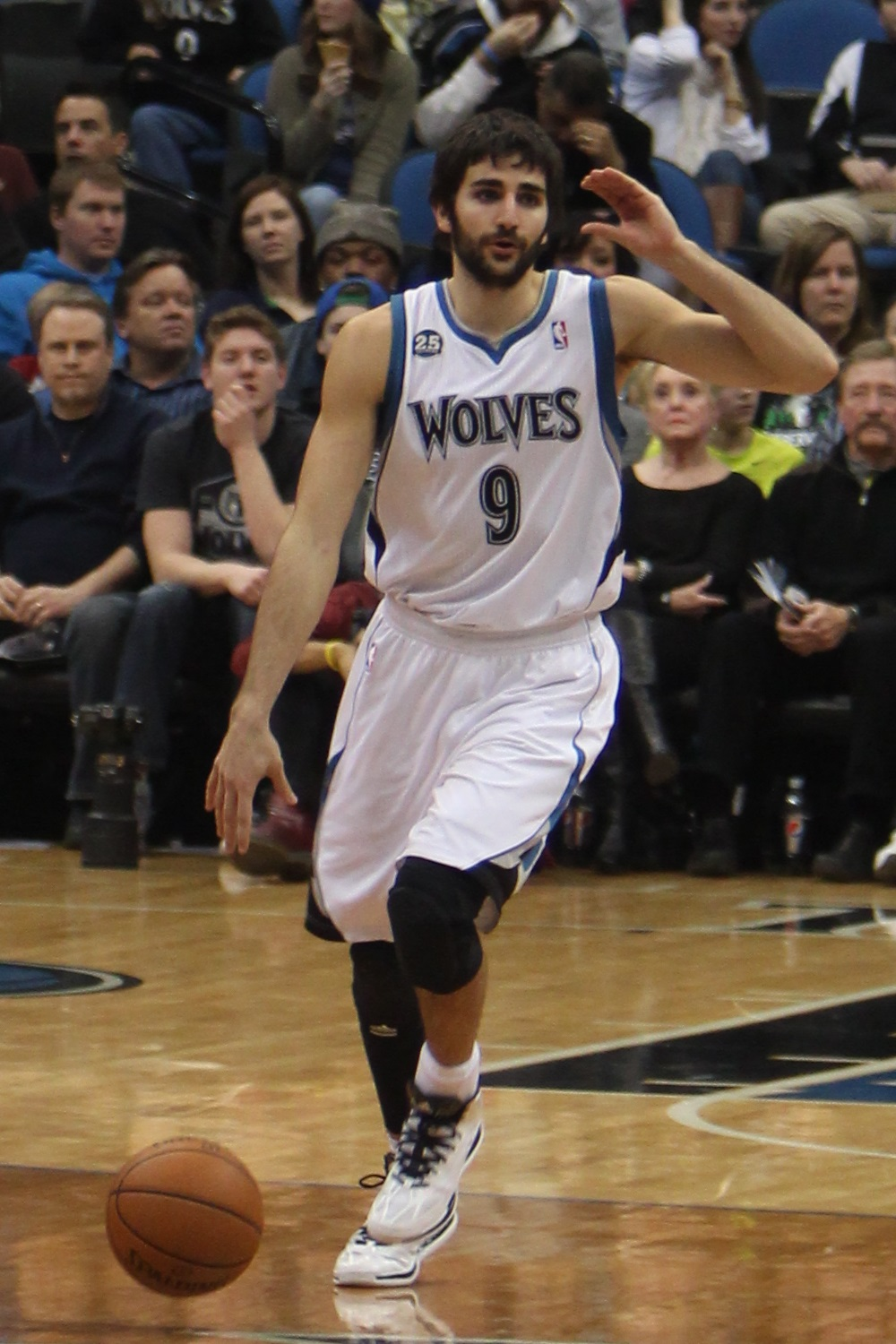

ریکارد روبیو ویو (به انگلیسی: Ricky Rubio) زاده ۱۹۹۰ در بارسلون، اسپانیا بازیکن ملی پوش و حرفه‌ای اسپانیایی است.
این پوینت گارد تیم ملی بسکتبال اسپانیا اکنون در تیم یوتاجز بازی می‌کند. وی سابقه پوشیدن لباس مینه‌سوتا تیمبرولوز ، بارسلونا و یوونتوود را در پرونده خود دارد. 